# Sucio (rijeka u Kolumbiji)
Sucio je rijeka u Kolumbiji, desna pritoka rijeke Atrato. Pripada slijevu Karipskog mora.